# Філіп Тіс
Філіп Тіс (нід. Philippe Thys; 8 жовтня 1890, Андерлехт — 16 січня 1971, Андерлехт) — бельгійський велогонщик, перший триразовий переможець Тур де Франс.

## Біографія
Народився 8 жовтня 1890 року в Андерлехті.
Виграв перший бельгійський національний чемпіонат з велокросу у 1910 році.
Тіс виграв свій перший Тур де Франс у 1913 році, у 22 роки. На фініші в Парижі він був першим із перевагою трохи більше двох хвилин. Вдруге переміг у Тур де Франс у 1914 році, втретє після Першої світової війни у 1920 році. Лише 1955 року Луїсон Бобе зрівнявся з його результатом, а 1963 року Жак Анкетіль встановив новий рекорд — 4 перемоги. Тіс брав участь у Тур де Франс 1922 року, де виграв п'ять етапів, та два етапи у 1924 році.
Філіп Тіс — перший велосипедист, що одягнув жовту майку як ідентифікатор лідера Тур де Франс на пропозицію свого менеджера Альфонса Боже. Офіційного свого статусу вона набула пізніше — 1919 року. Першим офіційну жовту майку носив француз Еужен Крістоф.
Помер 16 січня 1971 року.